# Le Martien de Noël
Le Martien de Noël est un film de Noël québécois réalisé par Bernard Gosselin, produit en 1970 et sorti en 1971. Les Films Faroun ont coproduit le film. C'est le premier long-métrage québécois pour enfants.

## Synopsis
Deux jours avant Noël, deux enfants Katou et François font la rencontre d’un extra-terrestre, dont la soucoupe volante a atterri près de Sainte-Mélanie. Ils deviennent ses amis malgré les villageois qui organisent une chasse au Martien.

## Inspiration d'E.T.
Des ressemblances ont été relevées entre le film de Gosselin et celui de Steven Spielberg, E.T., l'extra-terrestre, tourné dix ans plus tard : le secret gardé par les enfants sur leur rencontre avec le Martien devenu leur ami, l'usage de friandises (ici des smarties), le vol de l'enfant dans les airs, la poursuite de l'extra-terrestre par les adultes.

## Fiche technique
- Réalisation : Bernard Gosselin
- Scénario : Roch Carrier
- Images : Alain Dostie
- Producteur : Jean Dansereau : ne figure pas au générique (Turner)
- Musique : Jacques Perron
- Interprète musique : Louise Forestier : chanson
- Prise de son : Serge Beauchemin
- Montage images : André Corriveau
- Photographe de plateau : Bruno Massenet
- Producteur exécutif : Robert Braverman : (version anglaise)
- Société de production : Cinéastes Associés (Québec) Films Faroun (Québec)

Données de production
- Couleurs / Noir et blanc : Couleur
- Langues : Français
- Durée originale : 66 minutes et 20 secondes
- Type de métrage : Long métrage
- Formats : Support et distribution: 35 mm Projection: 1:1,66
- Année de début de production : 1970
- Année de fin de production : 1970
- Lieux et dates de tournage : Sainte-Mélanie, Québec

Données de diffusion
- Première : Cinéma Berri, Montréal, 30 juillet 1971

## Distribution
- Marcel Sabourin : le Martien
- Catherine Leduc : Katou
- François Gosselin : François
- Paul Hébert : le père
- Louise Poulin-Roy : la mère
- Paul Berval : le garagiste
- Yvan Canuel : un policier
- Roland Chenail : le chef de police
- Ernest Guimond : le père Bonneville
- Guy L'Écuyer : Laframboise
- Yvon Leroux : un chauffeur de taxi
- Reine Malo : lectrice de nouvelles